# Clermont Université Club (basket-ball)
Pour les articles homonymes, voir CUC.
Maillots
Le Clermont Université Club (CUC) est un club omnisports français basé à Clermont-Ferrand. La section de basket-ball féminin, qui a aujourd'hui disparu en ce qui concerne sa partie élite depuis 1985, a marqué de son empreinte le basket-ball en France dans les années 1970-1980. Les « demoiselles de Clermont », comme on les surnomme, ont ainsi dominé le championnat de France, et les premières années de la Coupe d'Europe des clubs champions dont les affrontements face au Daugava Rīga sont restés dans la légende.

## Historique

### Naissance de la section
Le Clermont Université Club naît en 1921 sous la forme d'un club de rugby, créé par des étudiants clermontois. Il deviendra rapidement un club omnisports. En 1964 naît la section de basket-ball féminin. Cette année-là l'AS Montferrand se sépare de Édith Tavert, son entraîneur, à l'issue d'un conflit entre les dirigeants et elle (un déplacement à Marseille qu'elle aurait refusé d'effectuer, en raison d'une réunion de l'Amicale des entraîneurs d'athlétisme à Paris). Dans la foulée une bonne partie des joueuses démissionnent et parmi elles, des internationales (Annie Prugneau, Jacky Verots, Jacky Chazalon…), qui se retrouvent donc au chômage. Elles décident donc de rejoindre le CUC et de former la section féminine qui faisait défaut au club depuis des années, accueillis par le président Willy Malbrut. La fédération est alors soulagée de ne pas voir ses internationales sans club, mais ne peut admettre directement le CUC dans l'élite.
Commencent alors les saisons en niveau régional, avec des matchs amicaux internationaux organisés en parallèle. Le maillot noir est dévoilé le 2 juin 1964 face à l'équipe de Chine. Après ces 2 saisons en niveau régional, le CUC rejoint la Nationale 1, l'élite du championnat de France. Le président, le docteur Michel Canque, qui était déjà membre du CUC suivra alors toute l'épopée des demoiselles de Clermont.

### Le début de la gloire
Dès la première saison en Nationale 1 (1967), le CUC atteint la finale du championnat mais échouera dans la conquête du titre face à la Gerbe Montceau-les-Mines sur le score de 42 à 44. À l'intersaison, le CUC recrute deux internationales yougoslaves : Mulica Tojavic et Natacha Bebic. Le résultat sera immédiat puisque, le 9 mars 1968, le club auvergnat remportait son premier titre de champion de France. En prenant sa revanche sur la Gerbe Montceau-les-Mines (46-35) les demoiselles de Clermont obtenaient ainsi leur premier billet européen. Grâce à ce titre, l'équipe continue à se renforcer, recrutant ainsi une grande partie des internationales française et remportera ainsi 12 titres nationaux consécutifs.

### Les épopées européennes
Peu à peu, le CUC enregistre les arrivées de Irène Guidotti, Colette Passemard, Dominique Le Ray et Élisabeth Riffiod, et devient ainsi le club ayant le plus de joueuses internationales françaises (7 joueuses du CUC ont fait partie de la sélection française au championnat d'Europe 1976). Jusqu'en 1979, le CUC ne perd presque plus aucun match en championnat de France. En Coupe d'Europe, le parcours est presque similaire. Les premières joutes européennes commencent lors de la saison 1968-1969, et dès la saison suivante le CUC atteint les demi-finales.
En 1971, le CUC dispute sa première finale mais bute sur le Daugava Riga d'Uļjana Semjonova — défaites 72 à 59 à domicile puis 62 à 56 lors du retour — qui s'avérera être la bête noire du club pendant les six années suivantes. En 1975-1976, l'Union soviétique décide de boycotter la compétition, offrant l'occasion au CUC d'enfin remporter ce titre qui leur échappe depuis si longtemps. C'était sans compter sur le Sparta CKD Prague qui n'échoue que de 3 points à la Maison des Sports de Clermont-Ferrand (58-55) mais qui remporte largement le match retour (77-57).
Malgré le départ de Jacky Chazalon, qui prend sa retraite en 1976, le CUC, entraîné par l'Américain Bill Sweek, atteint, la saison suivante (1976-1977), la finale de la Coupe d'Europe. Il échoue une nouvelle fois en finale contre le Daugava Riga. Ce sera la dernière apparition à ce niveau pour le club et le début d'un déclin précipité, en 1978, par le départ d'Irène Guidotti pour le Stade français et d'Elisabeth Riffiod pour Asnières.
Ce déclin enclenché n'empêchera cependant pas Clermont-Ferrand de remporter de nouveaux titres de champion de France, jusqu'en 1980 et une défaite en finale contre le Stade français, emmené par l'ancienne Demoiselle Irène Guidotti, malgré une saison régulière parfaite, 18 victoires en 18 matches.

### La disparition de la section
En 1981, le CUC remporte un treizième titre de champion de France, mais est totalement dépassé par ses rivales du Stade Français et le retour au premier plan de l'AS Montferrand, présidé par Édith Tavert, celle qui avait créé le CUC basket-ball féminin. La section dépose le bilan en 1985.

## Palmarès
International
- Finaliste de la Coupe des Clubs champions : 1971, 1973, 1974, 1976, 1977

National
- Champion de France : (13) 1968, 1969, 1970, 1971, 1972, 1973, 1974, 1975, 1976, 1977, 1978, 1979, 1981

## Bilans
| Saison    | Championnat de France | Championnat de France | Championnat de France | Championnat de France  | Championnat de France | Coupe d'Europe            | Coupe d'Europe | Coupe d'Europe                               |
| Saison    | V                     | D                     | N                     | Clas.                  | Finale                | Compétition               | Niveau         | Adversaire(s)                                |
| --------- | --------------------- | --------------------- | --------------------- | ---------------------- | --------------------- | ------------------------- | -------------- | -------------------------------------------- |
| 1966-1967 | 15                    | 3                     | 0                     |                        | Finaliste             |                           |                |                                              |
| 1967-1968 | 21                    | 1                     | 0                     | 1er Champion de France |                       |                           |                |                                              |
| 1968-1969 | 22                    | 0                     | 0                     | 1er Champion de France |                       | Coupe des clubs champions | 1/8 finales    | Sparta Prague                                |
| 1969-1970 | 22                    | 0                     | 0                     | 1er Champion de France |                       | Coupe des clubs champions | 1/4 de finale  | Akememik Sofia Prague,                       |
| 1970-1971 | 22                    | 0                     | 0                     | 1er Champion de France |                       | Coupe des clubs champions | Finaliste      | Riga                                         |
| 1971-1972 | 18                    | 0                     | 0                     | 1er Champion de France |                       | Coupe des clubs champions | 1/2 finales    | Sparta Prague                                |
| 1972-1973 | 18                    | 0                     | 0                     | 1er Champion de France |                       | Coupe des clubs champions | Finaliste      | Riga                                         |
| 1973-1974 | 14                    | 0                     | 0                     | 1er Champion de France |                       | Coupe des clubs champions | Finaliste      | Riga                                         |
| 1974-1975 | 14                    | 0                     | 0                     | 1er Champion de France |                       | Coupe des clubs champions | 1/2 finales    | Sparta Prague                                |
| 1975-1976 | 14                    | 0                     | 0                     | 1er Champion de France |                       | Coupe des clubs champions | Finaliste      | Sparta Prague                                |
| 1976-1977 | 18                    | 0                     | 0                     | 1er Champion de France |                       | Coupe des clubs champions | Finaliste      | Daugava Riga                                 |
| 1977-1978 | 17                    | 1                     | 0                     | 1er Champion de France |                       | Coupe des clubs champions | 1/4 de finale  | Sparta Budapest Pernik Etoile rouge Belgrade |
| 1978-1979 | 15                    | 3                     | 0                     | 1er Champion de France |                       | Coupe des clubs champions | 1/4 de finale  | Etoile rouge Belgrade Poznań San Giovani     |
| 1979-1980 | 18                    | 0                     | 0                     | 1er                    | Finaliste             | Coupe des clubs champions | 1/4 de finale  | Pernik Beijerland SK Budapest                |
| 1980-1981 | 15                    | 3                     | 1                     | 1er                    | Champion de France    | Coupe Ronchetti           | 1/2 finale     | Zagreb                                       |
| 1981-1982 | 7                     | 10                    | 0                     | 6e                     |                       | Coupe des clubs champions | Non engagé     | Non engagé                                   |
| 1982-1983 | 10                    | 12                    | 0                     | 6e                     |                       | Coupe Ronchetti           | 1/8 finale     | Munich                                       |
| 1983-1984 | 14                    | 8                     | 0                     | 6e                     |                       |                           |                |                                              |
| 1984-1985 | 13                    | 9                     | 0                     | 5e                     |                       |                           |                |                                              |
| Total     | 307                   | 50                    | 1                     |                        |                       |                           |                |                                              |

## Entraîneurs successifs
- 1964 - 1969 :  Édith Tavert
- 1969 - 1970 :  André Sarray
- 1970 - 1971 :  Annie Prugneau (Joë Jaunay pour les matchs de Coupe d'Europe)
- 1971 - 1973 :  Joë Jaunay
- 1973 - 1974 :  Eric Biermayer
- 1974 - 1975 :  Adam Weber
- 1975 - 1976 :  Joë Jaunay &  Adam Weber
- 1976 - 1977 : - Bill Sweek
- 1977 - 1978 :  Sergueï Tachtchian
- 1978 - 1980 :  Jean-Pierre Rousselle
- 1980 - 1983 :  Yannick Stephan
- 1983 - 1985 :  Paul Besson

## Joueuses célèbres ou marquantes
| - Natacha Bebic - Jacky Chazalon - Christine Dulac - Irène Guidotti - Dominique Le Ray | - Catherine Malfois - Mary Anne O'Connor - Colette Passemard - Annie Prugneau - Françoise Quiblier - Élisabeth Riffiod | - Mulica Tojavic - Maryse Sallois - Dominique Sinsoilliez - Jacky Vérots - Catherine Senaize - Catherine Ramseyer |